# Earth’s Frequencies
Earth’s Frequencies ist ein Musikalbum von Wadada Leo Smith und Joe Morris. Die im Februar 2023 in Hartford, Connecticut, entstandenen Aufnahmen erschienen am 30. Januar 2024 auf Fundacja Słuchaj.

## Hintergrund
Das Album dokumentiert die Zusammenarbeit zwischen dem Trompeter Wadada Leo Smith und dem Gitarristen Joe Morris – aufgenommen im Februar 2023 in Hartford, Connecticut.

## Titelliste
- Wadada Leo Smith / Joe Morris: Earth’s Frequencies (Fundacja Słuchaj! FSR 01/2024)[1]

1. Underground Discovery 16:40
2. Sound and Sonic Shapes 12:28
3. Earth’s Frequencies 10:12
4. Monk Reflections Double Exposure 6:39
5. March Opus M. Rainey 3:54

Die Kompositionen stammen von Wadada Leo Smith und Joe Morris.

## Rezeption
Ideal symbolisiert durch Jamie Safts wunderschönes Schwarzweißfoto auf der Innenseite des Covers, auf dem sich die Protagonisten nach einem Auftritt die Hand schütteln, stellt dieses Duoalbum treffend die Konvergenz zweier gewaltiger kreativer Kräfte dar, die mit einem umfassenden Verständnis des Ausdruckspotenzials eines Instrumentalduos operieren, schrieb Massimo Ricci (Squid‘s Ear). Die vielfältigen Dimensionen, die Smith und Morris in Earth’s Frequencies hervorbringen, würden einen erheblichen Zeitaufwand erfordern, einen aufnahmebereiten Geist ohne Vorurteile und die Bereitschaft, eine Realität zu begreifen, die auf der ursprünglichen Sprache des Klangs und nicht auf konventioneller Dialektik beruhe. Es gehe lediglich darum, sich in Improvisationen zu vertiefen, in denen gemeinsame und einsame Aktionen eine einzigartige Erzählung entfalten und jeder Moment von Stille Bände spreche.